# Johann Brömser von Rüdesheim

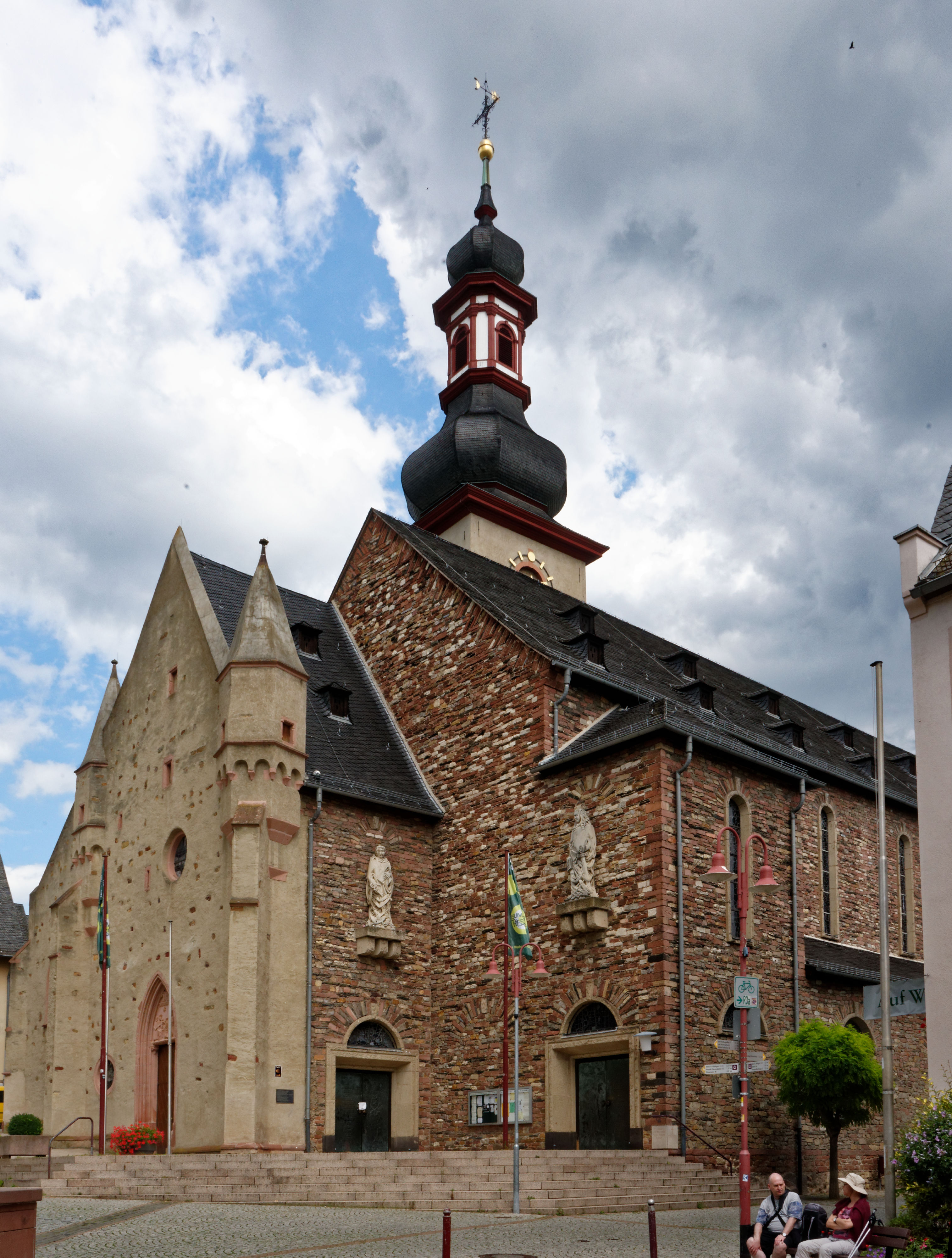
St. Jakobus Rüdesheim, gestiftet von Johann Brömser

Johann Brömser von Rüdesheim, auch Johannes (* um 1370 in Rüdesheim; † 1422 ebenda) war Amtmann und Viztum des Rheingaus.
Ritter Johann Brömser von Rüdesheim war der Sohn von Giselbert Brömser von Rüdesheim und dessen Frau Sophie geborene Schenk von Liebenstein. Er heiratete Erlind geborene von der Spor.
Ab 1418 war er Amtmann auf Burg Sterrenberg und später Obersthofmeister in Mainz. Ab 1415 war er Vitztum des Vizedomamts Rheingau.
Er erbaute die Wallfahrtskirche Nothgottes (angeblich nach der Rückkehr von einer Wallfahrt nach Jerusalem und türkischer Gefangenschaft), die Pfarrkirche Rüdesheim und die Wallfahrtskirche Bornhofen (deren älteste Glocke (seit 1813 in der Bonifatiuskirche Wiesbaden) von ihm gestiftet wurde).